# Dion Krasniqi
Dion Krasniqi, né le 24 août 2003 à Eslöv en Suède, est un footballeur kosovar qui évolue au poste d'avant-centre au IF Elfsborg.

## Biographie

### En club
Né à Eslöv en Suède, Dion Krasniqi est formé par le club local du Eslövs BK avant de rejoindre le Lunds BK. 
Le 2 novembre 2019, il joue son premier match en professionnel, à l'occasion d'une rencontre de troisième division suédoise face à l'Åtvidabergs FF. Il entre en jeu et se fait remarquer en marquant également son premier but en professionnel en fin de match, permettant à son équipe d'obtenir le point du match nul (2-2 score final).
Le 7 juillet 2022, Dion Krasniqi s'engage en faveur du Varbergs BoIS. Il signe un contrat de quatre ans et demi, soit jusqu'en décembre 2026,.
Le 10 juillet 2023, Krasniqi se fait remarquer en réalisant son premier doublé pour le Varbergs BoIS, à l'occasion d'un match de championnat contre l'IFK Göteborg. Titularisé, il donne la victoire à son équipe en marquant les deux buts de son équipe (1-2 score final).
En janvier 2024, Dion Krasniqi rejoint l'IF Elfsborg. Le transfert est annoncé le 27 décembre 2023, et il signe un contrat de cinq ans, soit jusqu'en décembre 2028.

### En sélection
Dion Krasniqi est éligible pour représenter la Suède ou le Kosovo. Il décide de représenter le Kosovo, étant pour la première fois convoqué avec l'équipe du Kosovo espoirs en septembre 2022. Il joue toutefois son premier match avec cette sélection le 24 mars 2023 contre la Moldavie. Il entre en jeu et les deux équipes se neutralisent (0-0 score final).